# Mesosemia attalus
Mesosemia attalus är en fjärilsart som beskrevs av Adalbert Seitz 1913. Mesosemia attalus ingår i släktet Mesosemia och familjen Riodinidae. Inga underarter finns listade i Catalogue of Life.